# Slikkokerworm
De slikkokerworm (Polydora ciliata) is een borstelworm uit de familie Spionidae. De soort werd in 1838 voor het eerst wetenschappelijk beschreven door de Schotse arts en natuuronderzoeker George Johnston als Leucodore ciliatus.

## Beschrijving
De slikkokerworm is kleine worm die slechts 20 tot 30 mm lang wordt en 1 mm dik. Het lichaam van de worm bestaat uit een kop, een cilindrisch lichaam met 60 tot 180 borsteldragende segmenten en een staartstukje. Op het vijfde segment zitten een klein aantal grote borstels, met aan het einde een haakje, die speciaal aangepast zijn om te graven. Kieuwen vinden we op alle segmenten behalve op de voorste zes en de laatste tien tot twintig segmenten. De voorkant van het prostomium (kop) heeft geen ogen of antennes, maar het achterste deel heeft een paar lange palpen en maximaal vier ogen. De kleur is geelbruin, soms een beetje groenachtig.

## Verspreiding
De slikkokerworm komt in alle oceaangebieden voor, van de poolzee tot in het subtropische gebied. In onze streken in heel West-Europa, van noord naar zuid en in de Middellandse Zee. Als gravende soort tunnelt hij in kalksteen; krijt en klei, kalkalgen, de houvast van zeewier, hout, modderig sediment en weekdierschelpen, inclusief die van oesters, mosselen en alikruiken. 

## Ecologie
Het hol van de slikkokerworm is U-vormig en de aanwezigheid van deze wormen is te herkennen aan de reeksen kleine, dubbele perforaties die ze maken. Er wordt aangenomen dat de worm zich ingraaft door het substraat af te schuren met zijn borstelige chaetae, maar er kan ook enige chemische werking bij het graven betrokken zijn. De buis is bekleed met slijm en fijne sedimentkorrels en steekt iets boven het omringende materiaal uit. Tijdens het voeden steekt de worm zijn kop uit de buis en gebruikt zijn twee lange palpen om zich te voeden met detritus.